# Nor Geghi
Nor Geghi – wieś w Armenii, w prowincji Kotajk. W 2011 roku liczyła 5319 mieszkańców.